# Vittoria (Italia)
Vittoria (in siciliano: Vittòria) è un comune italiano di 65 708 abitanti del libero consorzio comunale di Ragusa, in Sicilia.
Fondata il 24 aprile 1607, è la città più giovane del libero consorzio comunale e presenta, pertanto, una moderna struttura a scacchiera con strade larghe e rettilinee. Vittoria si trova a pochi chilometri dall'aeroporto di Comiso.

## Geografia fisica

### Territorio
Il suo territorio si sviluppa sulla piana di Vittoria, affacciata sul Canale di Sicilia, anticamente detta "Plaga Mesopotamica Sicula", poiché delimitata da due fiumi: l'Ippari e il Dirillo. La città fu fondata su una pianura molto fertile nota come Contrada Boscopiano, a quel tempo territorio di Chiaramonte Gulfi.
A Sud della città si sviluppa la "Riserva naturale Pino d'Aleppo", lungo il fiume Ippari, fino alla foce. Le coste che si affacciano sul mare sono basse, sabbiose e raramente articolate da scogli. Il punto più alto, anche se scarsamente montuoso, è il monte Calvo (250 metri).
Per quanto riguarda i confini amministrativi, Vittoria è sita fra i comuni di Acate e Ragusa, mentre nella parte collinare confina con i comuni di Comiso e Chiaramonte Gulfi.
Dista 27 km da Ragusa; 108 km da Siracusa; 100 km da Catania e 117 km da Caltanissetta. Ha un'altitudine di 168 metri s.l.m. e ha una superficie di 182,48 km².

### Clima
Il clima è quello Mediterraneo. La sua scarsa altitudine determina delle temperature medie più calde rispetto a quelle che si registrano sul resto del territorio dei monti Iblei. La temperatura media più fredda si registra nel mese di gennaio mentre i mesi più caldi sono luglio ed agosto.
| Vittoria           | Mesi | Mesi | Mesi | Mesi | Mesi | Mesi | Mesi | Mesi | Mesi | Mesi | Mesi | Mesi | Stagioni | Stagioni | Stagioni | Stagioni | Anno |
| Vittoria           | Gen  | Feb  | Mar  | Apr  | Mag  | Giu  | Lug  | Ago  | Set  | Ott  | Nov  | Dic  | Inv      | Pri      | Est      | Aut      | Anno |
| ------------------ | ---- | ---- | ---- | ---- | ---- | ---- | ---- | ---- | ---- | ---- | ---- | ---- | -------- | -------- | -------- | -------- | ---- |
| T. max. media (°C) | 13,7 | 15,1 | 17,4 | 20,3 | 24,9 | 29,5 | 31,8 | 32,0 | 28,5 | 23,8 | 18,7 | 15,2 | 14,7     | 20,9     | 31,1     | 23,7     | 22,6 |
| T. min. media (°C) | 6,3  | 6,6  | 7,9  | 9,9  | 13,5 | 17,7 | 19,7 | 19,5 | 18,0 | 14,9 | 10,9 | 8,0  | 7,0      | 10,4     | 19,0     | 14,6     | 12,7 |

## Storia
Nella valle del fiume Ippari si notano tracce di insediamenti preistorici risalenti all'età del bronzo. Alla foce dell'omonimo fiume e attorno alla costa si trovano le rovine di Kamarina, città greca colonia della dorica Siracusa risalente al VI secolo a.C.
La città fu fondata ufficialmente il 24 aprile del 1607 dalla contessa Vittoria Colonna Henriquez-Cabrera. Morto il marito Luigi III, Almirante di Castiglia, duca di Medina de Rioseco e conte di Modica, la contessa si trovò a dover fronteggiare gravi difficoltà economiche provocate dalle spese di rappresentanza inconsulte cui Luigi III si era dato nella circostanza del matrimonio di Filippo III, re di Spagna, con Margherita d'Austria nel 1599. Vittoria Colonna decise di richiedere al re di Spagna la concessione di un privilegio regio per la fondazione di un nuovo insediamento, che le avrebbe consentito di risollevare le sorti del patrimonio familiare. La zona prescelta fu quella di Boscopiano (Bosco Plano), ove tra l'altro alcune famiglie, come i Baroni Carfì, vivevano già nel 1583 in contrada Boscopiano e Serra Rovetto, a quel tempo territorio di Chiaramonte Gulfi, come attestato anche nelle carte dell'Istituto Geografico Militare.
La richiesta venne accolta, ed il privilegio regio, concesso dal re Filippo III il 31 dicembre 1606 a Madrid, dispose la riedificazione dell'antica Kamarina con il nome di Vittoria, in onore della sua fondatrice. Il nucleo cittadino sorse attorno al castello e alla chiesa Madre; dopo il terremoto del 1693 fu ampliato e continua ad espandersi tuttora. Dalla sua fondazione fino all'abolizione della feudalità nel 1812, la città fece parte della Contea di Modica. Vittoria registrò un notevole sviluppo economico e demografico, attirando le popolazioni delle località vicine. Successivamente restò nell'ambito del Circondario di Modica (fino al 1926), suddivisione della neo-provincia di Siracusa, per passare infine alla Provincia di Ragusa.
Dal 1638 Vittoria cominciò ad essere chiamata "Università", con lo stesso valore dell’odierno "Comune" o "Municipio".

### Simboli
Lo stemma o simbolo di Vittoria rappresenta un'aquila nera con ali in posizione di riposo con una corona baronale sulla testa, che porta tra gli artigli un festone, su cui c'è scritto "Victoria pulchra civitas post Camerinam" (Vittoria città bella dopo Kamarina). Sul petto dell'aquila è raffigurata una torre, simbolo della famiglia Henriquez Cabrera. In seguito al grande sviluppo del vigneto nell'Ottocento, fra gli artigli dell'aquila apparvero dei rigogliosi grappoli d'uva, a significare la vocazione vinicola della città. Tutto lo stemma è su campo azzurro e, sullo stesso, vi è una corona a 5 torri di “Città”.
Tale stemma si può trovare anche nella basilica di San Giovanni Battista e al teatro Vittoria Colonna.

## Monumenti e luoghi d'interesse
Nel cuore del centro storico della città troviamo il castello "Colonna Henriquez", costruito nel marzo 1607, sede, dapprima, della contea di Modica, poi carcere, infine oggi Museo civico polivalente.
Nei pressi della villa comunale troviamo la "Fontana del Garì", detta anche "Fonte Garibaldi". Realizzata nel 1822 dai Frati cappuccini, come abbeveratoio per animali e successivamente anche per i cittadini. Realizzata in pietra di Comiso in stile neoclassico, per volontà di Rosario Cancellieri, nel 1879, fu arricchita da cinque teste di leoni in bronzo e ghisa, dai quali sgorga l'acqua.
In piazza "Sei Martiri della Libertà" troviamo un tempietto di forma circolare detto il "Calvario", costruito nel 1859; esso ospita una cappella adornata da affreschi e costituita da ben otto colonne nella parte superiore, le quali reggono una trabeazione circolare chiusa da una cupoletta. Ogni anno vi si svolge la sacra funzione del Venerdì Santo.
Data la modernità della città, questa ha meno monumenti artistici di altre città della provincia. Si distingue, tuttavia, per la varietà degli stili che caratterizzano alcuni edifici. Infatti Vittoria è ricca di testimonianze dello stile Liberty, qui introdotto dal grande architetto palermitano Ernesto Basile. I palazzi e le case in stile Liberty qui presentano strutture sobrie ed eleganti con sporgenti balconate, balaustre dalla ricca e raffinata decorazione, portali sormontati da fregi con motivi floreali, impreziositi di particolari plastico-decorativi di raro equilibrio compositivo.
Le chiese che si trovano a Vittoria sono:
- Basilica di San Giovanni Battista
- Chiesa di Santa Maria delle Grazie
- Chiesa di San Francesco di Paola
- Chiesa di Santa Rita
- Chiesa di Paolo di Tarso|San Paolo
- Chiesa di San Giuseppe
- Chiesa del Sacro Cuore
- Chiesa di Santa Maria Goretti
- Chiesa di San Domenico Savio
- Chiesa del Santissimo Rosario
- Chiesa della Resurrezione
- Chiesa di San Giovanni Bosco
- Chiesa di Santa Maria Assunta
- Chiesa di Spirito Santo
- Chiesa di Anime Sante del Purgatorio
- Chiesa della Trinità
- Chiesa dei Cappuccini
- Chiesa della Madonna delle Lacrime

### Teatro comunale Vittoria Colonna

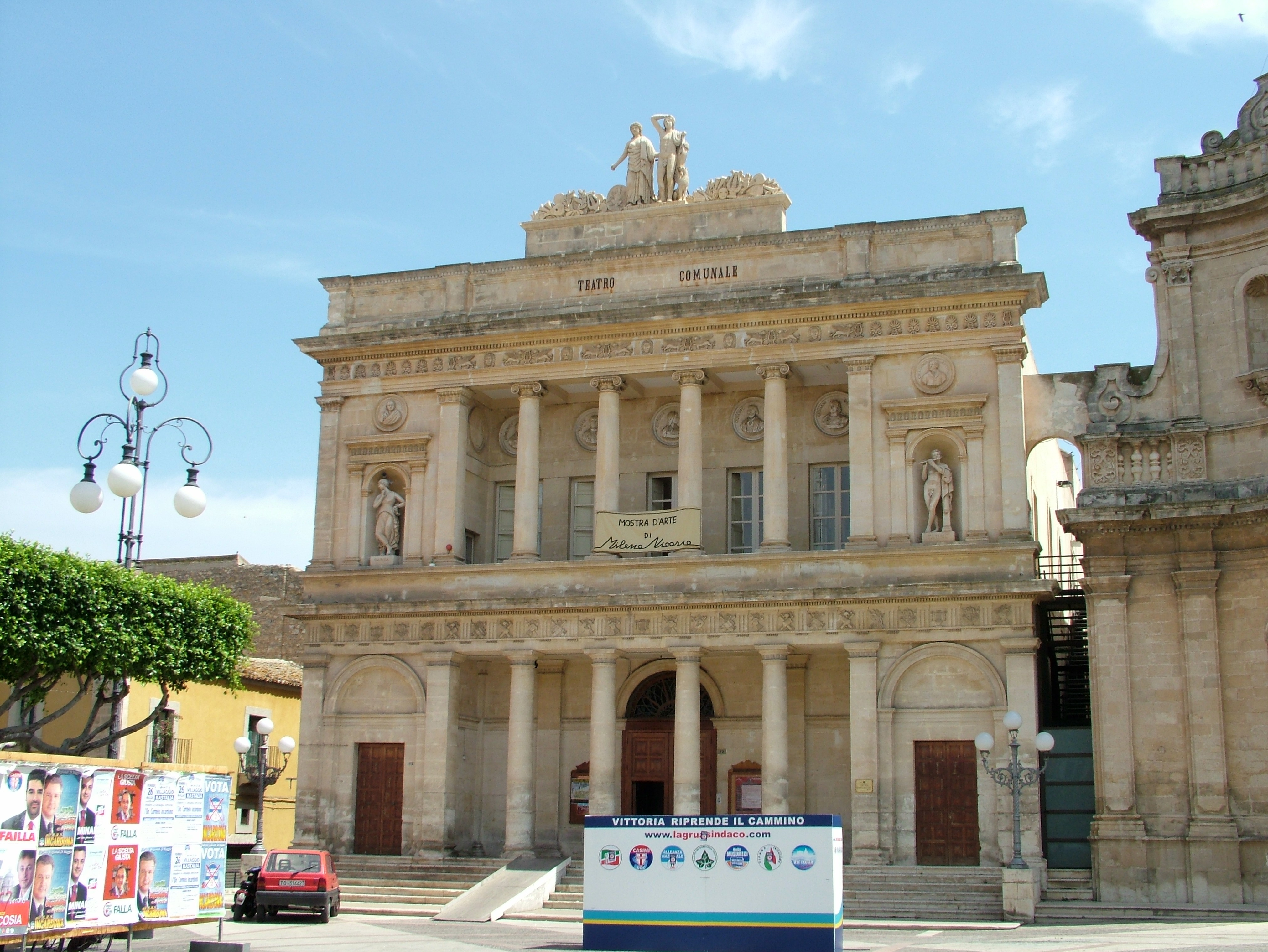
Teatro Comunale Vittoria Colonna

Situato nella centrale Piazza del Popolo, il Teatro comunale Vittoria Colonna fu progettato nel 1863 dall'architetto Giuseppe Di Bartolo Morselli e fu intitolato alla fondatrice della città. Di stile neoclassico, presenta sulla facciata due ordini di colonne, una inferiore nell'ingresso (tuscanico) e l'altra sulla loggia superiore (ionico). Tutte le sculture che decorano il prospetto sono di Corrado Leone, artista non molto noto. È possibile ammirare nella parte alta del prospetto due statue raffiguranti Apollo e Diana in mezzo a una natura morta di strumenti e animali; mentre nei due estremi della facciata superiore all'interno di due nicchie le statue raffiguranti Fauno e Danza. Sempre nella parte superiore sono presenti sopra le finestre 7 medaglioni con i mezzi busti di musicisti, letterati e personaggi storici (Bellini, Alfieri, Vittoria Colonna ecc.). L'interno ha una forma a ferro di cavallo con quattro ordini di palchi, ed è dotato di circa 380 posti. Il pittore vittoriese Giuseppe Mazzone ne ha curato la decorazione interna (volta, soffitto del vestibolo) con degli affreschi raffiguranti grandi compositori e letterati. Sulla volta è rappresentata la danza intrecciata di amorini e uno svolazzo di trine; le figure ruotano attorno al rosone centrale. Nel 2005 è stato dichiarato "Monumento Portatore di una cultura di Pace" da parte dell'UNESCO. Oggi il teatro è sede di continui appuntamenti come saggi, spettacoli teatrali, musical e concerti.

### Basilica di San Giovanni Battista

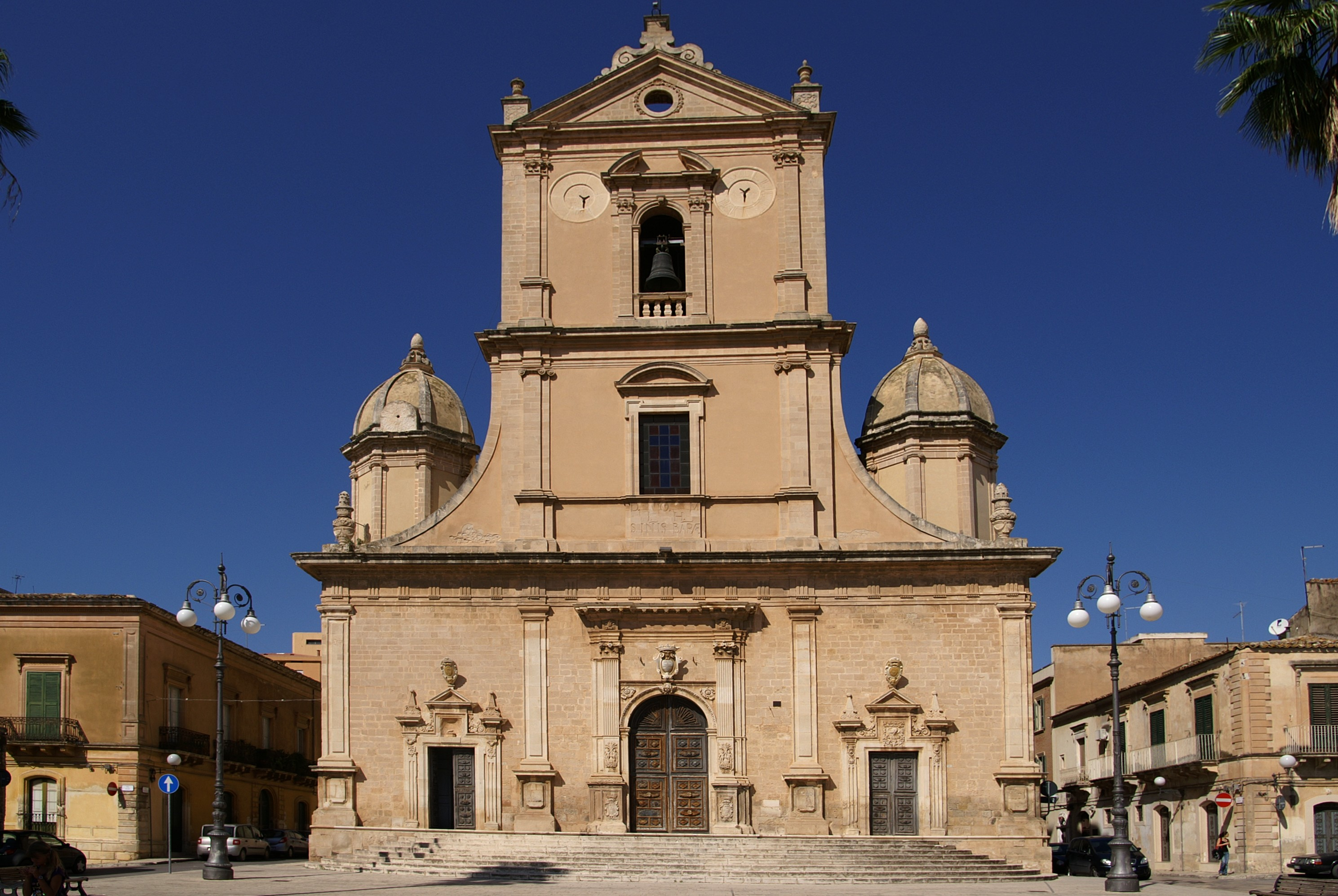
Basilica di San Giovanni Battista

La chiesa madre, ubicata nel centro storico della città, in piazza Ferdinando Ricca, è una chiesa a croce latina, a tre navate di colonne corinzie, ricostruita tra il 1695 e il 1706, dopo il terremoto del 1693.

### Chiesa di Santa Maria delle Grazie

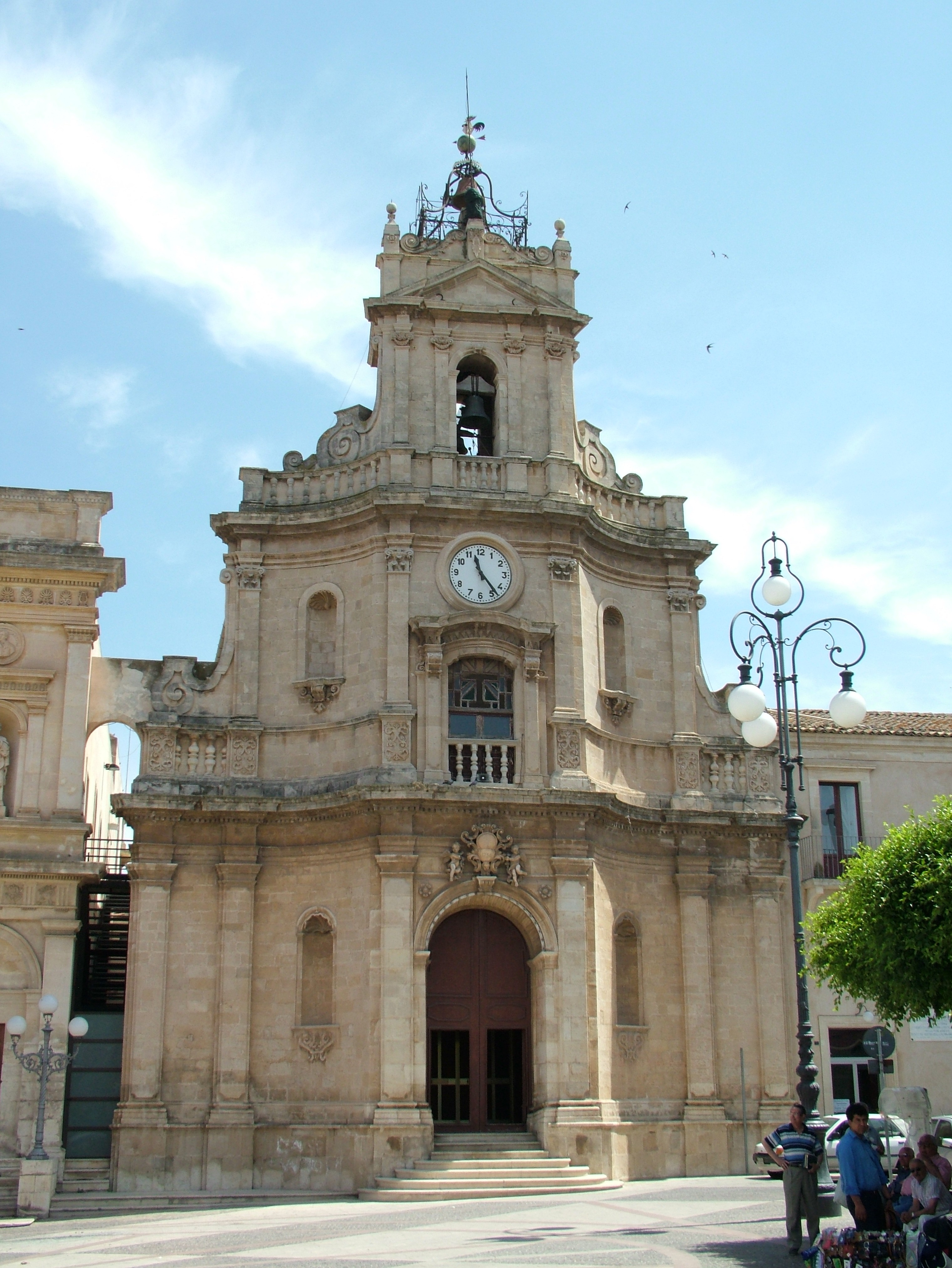
Chiesa Madonna delle Grazie

Sorge a fianco del Teatro Comunale, affacciandosi sulla Piazza del Popolo. La costruzione della Chiesa cominciò nell'anno 1612 ad opera dei monaci dell'Ordine dei Frati Minori e i lavori furono ultimati nel 1619. La Chiesa e il Convento delle Grazie rimasero danneggiati dal terremoto del 1693 e la ricostruzione nelle forme attuali fu completata nel 1754. Contiene opere d'arte. Ha una sola navata e l'altare reca al centro un grande quadro che raffigura la Madonna della Grazia di artisti caravaggeschi. Notevoli i quattro dipinti ovali con le figure della Charitas, della Fides, della Spes e dell'Obedientia. Sono molti i quadri che ornano la chiesa fra cui il "Miracolo del pane" di Sant' Antonio, recentemente restaurato, "l'Addolorata" e "Sant'Agata in carcere e in catene".

## Cultura

### Musei
- Museo Italo Ungherese
- Museo diocesano di arte sacra "mons. Federico La China"
- Museo civico polivalente Virgilio Lavore
- Museo della civiltà contadina
- Polimuseo "A. Zarino"

## Società

### Evoluzione demografica
Abitanti censiti

### Etnie e minoranze straniere
Secondo i dati ISTAT al 31 dicembre 2018 la popolazione straniera residente era di 7 192 persone. Le nazionalità maggiormente rappresentate in base alla loro percentuale sul totale della popolazione residente erano:
- Romania 2 758
- Tunisia 2 276

### Lingue e dialetti
Oltre alla lingua ufficiale italiana, a Vittoria si parla la lingua siciliana nella sua variante metafonetica sud-orientale. La ricchezza di influenze del siciliano, appartenente alla famiglia delle lingue romanze e classificato nel gruppo meridionale estremo, deriva dalla posizione geografica dell'isola, la cui centralità nel mar Mediterraneo ne ha fatto terra di conquista di numerosi popoli gravitanti nell'area mediterranea.

### Tradizioni e folclore
La principale festività della città è la festa del patrono San Giovanni Battista, che si svolge a partire dal 23 giugno per poi concludersi la prima domenica di luglio. A Vittoria, il culto di San Giovanni Battista si è sviluppato in seguito al terremoto del 1693: prima di questo, la compatrona era Santa Rosalia, dal 1624.
Come molte città del sud-est siciliano, Vittoria affonda le sue origini prima del terremoto. Il borgo, non era arrivato neanche all'altezza dell'odierna Piazza del Popolo, quindi la chiesa e il convento delle Grazie erano ancora in periferia. Dopo più di 80 anni dalla fondazione, il terremoto, che fece solo poche vittime a Vittoria, fece pensare al popolo che un Santo li avesse protetti. Così, secondo una leggenda, nell'urna in cui si misero i nomi di tutti Santi che si veneravano lì, il nome di S. Giovanni Battista uscì tre volte.
Sono così due le feste dedicate al santo patrono: la prima si svolge l'11 gennaio di ogni anno per ricordare il sisma del 1693, la seconda - quella più sentita - si svolge tra la fine di giugno e la prima settimana di luglio, e la prima domenica del mese di luglio è dunque il giorno festivo della città.
La notte del 23 giugno segna l'inizio delle cerimonie con il tradizionale Viagghiu a San Ciuvanni, che parte da tre paesi vicini: Comiso, Acate e Scoglitti. Si compie un pellegrinaggio che da questi paesi arriva fino alla Basilica, dove si celebra la Messa dell'alba alle ore 4.30. A questa seguono altre celebrazioni fino a Mezzogiorno.
I festeggiamenti continuano fino al primo sabato di luglio, quando nel pomeriggio ci sono la tradizionale sfilata del carretto siciliano e la Cena, un'asta dei doni offerti dalle famiglie, dagli artigiani, dai pasticcieri e dai produttori vitivinicoli e ortofrutticoli della città. Segue la Notte Bianca, durante la quale le attività commerciali del centro storico restano aperte fino a tarda notte e si esibiscono artisti e cantanti locali e nazionali. La mattina seguente, il paese si risveglia con lo sparo di mortaretti e nel pomeriggio arriva l'Uscita e la processione, che dura fino a tarda notte. A terminare i festeggiamenti ci pensa il tradizionale Ioucu i fuocu, lo spettacolo pirotecnico.

## Economia
Economicamente, il territorio di Vittoria è uno dei più interessanti della Sicilia.
È il comune della provincia con reddito medio pro capite più basso (€ 6.610) dopo Acate, ed è il terzo con la percentuale più bassa di dichiaranti IRPEF (57,7%).

### Settore primario
L'attività principale continua ad essere quella agricola; molto diffusa è la coltura in serra, in cui si coltivano maggiormente pomodoro, ciliegino, melanzane, peperoni, e zucchine.
Vittoria è un grosso centro di produzione ortofrutticola, di vini e di olio, che continuano ad alimentare la produzione e il commercio. Famoso è il Cerasuolo, vino tipico vittoriese DOCG.
Rilevante è anche la floricoltura, che alimenta l'apposito "mercato dei fiori"; in cui il fiore in assoluto più prodotto risulta essere il garofano.
Inoltre, per quanto riguarda l'allevamento, si ha una discreta produzione di ovini e bovini.
La pesca è sviluppata grazie al porto peschereccio di Scoglitti.

### Settore secondario
Le attività industriali sono per la maggior parte quelle di trasformazione legate all'agricoltura; e quella metallurgica.

### Settore terziario
Per lo smercio dei prodotti locali, come uva, olio e ortaggi, a Vittoria è stato edificato il più grande mercato ortofrutticolo d'Italia. Vi sono inoltre diverse agenzie di trasporto. Il turismo si avvale soprattutto nelle aree costiere, come Scoglitti.

## Infrastrutture e trasporti

### Strade
- Le linee stradali principali della città sono la Strada statale 115 Sud Occidentale Sicula che la collega a Comiso, Gela e Caltagirone (quest'ultima innestandosi sulla SP 90 e successivamente sulla SP 62 dell'ex provincia catanese) e le strade provinciali SP2 per Acate, SP17 per Scoglitti, e la SP18 per Santa Croce. L'autostrada A18 Siracusa-Gela prevede due uscite per Vittoria.

### Ferrovie
- La stazione di Vittoria si trova sulla linea Siracusa-Gela-Canicattì ed offre collegamenti con i maggiori centri del ragusano e le provincie di Caltanissetta e Siracusa.

### Porti
- La frazione di Scoglitti risulta dotata di un porto peschereccio attrezzato anche per la nautica da diporto. Altri porti vicini sono quelli di Pozzallo e Marina di Ragusa.

### Aeroporti
- L'aeroporto più vicino è l'aeroporto Pio La Torre, situato a soli 7 km dalla città ed aperto il 30 maggio 2013. L'aeroporto Fontanarossa di Catania, distante 100 km, ha collegamenti con i maggiori centri europei.

### Mobilità urbana
A Vittoria non sono presenti trasporti urbani; in precedenza erano presenti due linee (linea 2 e 4) di servizio urbano, entrambe con capolinea alla stazione F.S.

## Amministrazione

### Gemellaggi
- Mátészalka, dal 1997
- Siġġiewi, dal 2003[17]
- Pontinia, dal 2011[18]

## Sport
- Football Club Vittoria